# José Antonio Muñoz
José Antonio Muñoz (Buenos Aires, 1942. július 10. –) argentin képregényrajzoló. A fekete-fehér thrillerek, a groteszkbe hajló realista ábrázolás nagymestere. 2007-ben az Angoulême-i nemzetközi képregényfesztiválon a város nagydíjának a nyertese.

## Pályafutása
Muñoz egy Buenos Aires melletti kisvárosban töltötte gyerekkorát. Apjának egy rosszul sikerült vállalkozása miatt még 12 éves sem volt, amikor munkába állt. Egy helyi szobrász maga mellé fogadta inasnak, tőle tanult rajzolni és festeni is. Beiratkozott a híres Escuela Panamericana de arte művészeti iskolába, ahol többek között a legendás Alberto Breccia és az akkoriban ugyancsak Argentínában élő Hugo Pratt tanította. 15 évesen lettFrancisco Solano López asszisztense.
Első munkái a Hora Cero és a Frontera című magazinokban jelent meg, majd Pratt Ernie Pike-jának több epizódját rajzolta meg Héctor Oesterheld forgatókönyvei alapján. Később a Misterix magazinban a Ray Collins által írt Precinto 56-ot illusztrálta, amely már későbbi kulcsfigurája, Alack Sinner előfutárának tekinthető.
A peronizmus bukása utáni bizonytalan politikai helyzet gazdasági gondok sorát is okozta, ezért aztán Muñoz kénytelen volt a legkülönbözőbb illusztrációs munkákat is bevállalni. A sajtó szakszervezetében aktívan dolgozó Muñoz egy ideig azért nem kapott munkát, mert nem vállalta el egy Fidel Castro-ellenes képregény elkészítését. A fennálló rend ellenségeként csak álnéven dolgozhatott, míg aztán – más, ismert argentin rajzolók nyomát követve – 1972-ben elhagyta az országot.
Először Londonban telepedett le, mivel korábban dolgozott egy brit sajtóügynökségnek. Két évvel később azonban átköltözött Spanyolországba, és egy közös barát, Oscar Zarate révén összeismerkedett az ugyancsak argentin íróval, Carlos Sampayóval. A két fiatal alkotó azonnal elhatározta, hogy együtt fog dolgozni, és megalkotta Alack Sinner magándetektív karakterét. A képregény az olasz Linusban és a francia Charlie-ban jelent meg. Noha idővel Muñoz Barcelonából Milánóba, majd Párizsba költözött, kettejük munkakapcsolata megmaradt.
A Muñoz-Sampayo páros munkáinak többsége az Alack Sinner-sorozatból nőtt ki, annak a mellékszereplőit állítja az előtérbe, illetve beleszövi Sinner nézőpontját a történetbe. Ilyen a Sophie és a Joe's Bar sorozat, de még a Billie Holiday élettörténetét elmesélő kötetben is felbukkan Alack. Ezek többségükben a francia (A SUIVRE)-ben jelentek meg először, havi folytatásokban.
Az 1990-es évek folyamán Sampayo sokat betegeskedett, így ebben az időben Muñoz más forgatókönyvírókkal is dolgozott. A Párizsban élő amerikai regényíró, Jerome Charyn két regényét is képregényre adaptálta a szerzővel közösen, valamint Manuel Prado regényeit is illusztrálta. Ugyanebből az időszakból származik egy „egyke” 8 oldalas Batman-története is, amelyet Archie Goodwin írt. 2002 óta már ismét a felépült Sampayóval dolgozik együtt.

## Stílus, hatások, elismerések
Breccia és Pratt tanítványaként Muñoz a fekete-fehér képregény nagymesterévé vált, sajátos fény-árnyék hatásai különösen alkalmassá tették a „noir” hangulatok érzékeltetésére. A számos rajzoló közül, aki tisztelettel adózott neki, kiemelendő Frank Miller, aki Sin City-képregényeihez ezt a stílust formálta saját képére. Muñoz számos európai kitüntetésben részesült, kétszer is rajzolói díjat nyert Angoulême-ben, és pályája megkoronázásaként 2007-ben a város nagydíját is neki ítélték. A hagyományoknak megfelelően 2008-ban ő volt a fesztivál zsűrijének az elnöke, és ő készítette a rendezvény plakátját is.

## Magyarul megjelent művei
- Az ördög trombitája (The devil's trumpet, írta Archie Goodwin, in: Fekete-Fehér Képregényantológia 2, Míves Céh 2005, fordította Gálvölgyi Judit)
- Alack Sinner: Citta oscura (írta Carlos Sampayo, in: Papírmozi 1, Képes Kiadó 2007, fordította Bayer Antal)